# Stemma di Saint-Pierre e Miquelon

Lo stemma ufficiale di Saint-Pierre e Miquelon.

Lo stemma di Saint-Pierre e Miquelon raffigura una nave dorata che naviga sul mare, rappresentato da onde d'argento. La nave è sormontata da un capo diviso in tre parti: partendo da sinistra, rappresentano gli stemmi basco, bretone e normanno. Il tutto è sormontato da una corona navale dorata.
Nella parte inferiore, su una fascia argentata, è riportato il motto ufficiale di Saint-Pierre e Miquelon: a mare labor ("dal mare travaglio"). Il tutto è posto davanti a due ancore nere incrociate in decusse.
La nave è probabilmente la Grande Hermine con la quale Jacques Cartier giunse per primo a Saint-Pierre il 15 giugno 1535. Gli stemmi sovrastanti fanno riferimento alle origini della popolazione attuale, discendente, appunto, da coloni baschi, bretoni e normanni.

## Galleria d'immagini

La bandiera basata sullo stemma